# 昂代讷森林
昂代讷森林（法語：Forêt d'Andaine，法語發音：[fɔʁɛ dɑ̃dɛn]）是法国西北部诺曼底大区奥恩省的一片森林，位于曼恩、诺曼底和布列塔尼的边界，占地约5398公顷。